# Primecoin
Primecoin, Праймкойн (от англ. prime — простое число, англ. coin — «монета») — форк Bitcoin, пиринговая электронная платёжная система, использующая одноимённую криптовалюту. Главным его отличием является полезность вычислений. Система подтверждений блока использует псевдопростые числа в качестве доказательства работы.
Праймкойн был разработан человеком, скрывающимся под псевдонимом Sunny King, который также работал над созданием другой криптовалюты — PPCoin. Исходные коды распространяются по лицензии MIT/X11.
Праймкойн принято обозначать символом Ψ, в качестве сокращения используется XPM.
По состоянию на 27 декабря 2015 года стоимость праймкойна составляет 0.07 доллара США, всего эмитировано около 13 миллионов праймкойнов.

## Отличия от Bitcoin
- Отличия в системе подтверждения: Система подтверждения Bitcoin основана на хешах,[4] которые создаются по алгоритму SHA-256. При этом при поиске хешей вся вычислительная мощность системы направлена лишь на поддержание собственной экономики, тогда как в Primecoin при работе системы производятся полезные вычисления.[1][5] Система подтверждения Праймкойна основана на поиске длинных цепочек Куннингама.[1][2]
- Более высокая скорость генерации: Целью протокола Биткойн является удержание скорости генерации на величине 1 блок в 10 минут. В Праймкойне скорость генерации поддерживается на уровне 1 блок в минуту.[5]
- Высокая скорость подтверждения транзакций: Так как скорость генерации блоков у Праймкойна в среднем выше, чем у Биткойна в 10 раз, то и скорость подтверждения транзакций выше примерно в 10 раз.[5]
- Плавное изменение сложности: Сложность майнинга Биткойна изменяется каждые 2016 блоков (примерно каждые 2 недели), в Праймкойне она меняется на каждом блоке (каждую минуту).[5]
- Награда за блоки: Награда за блок Биткойна уменьшается с ростом количества эмитированных монет. В Праймкойне награда за блок зависит от сложности поиска блока и равна 999/сложность².[5]
- Отсутствие премайна: Primecoin был запущен без предварительной генерации блоков 7 июля 2013 года
- Нет ограничения эмиссии: Эмиссия Биткойна контролируется протоколом и ограничена 21000000 BTC.[6] В Праймкойне конечный объём монет не зафиксирован, но регулируется законом Мура через преимущества майнингового оборудования и улучшение алгоритма. По мнению автора, такой подход является более реалистичной симуляцией нехватки золота.[2]

## Система подтверждения работы
Система подтверждения работы осуществлена таким образом, что каждый участник проверяет работу всей сети. Для выполнения этого требования размер чисел не должен быть очень большим. Система подтверждения работы сети Primecoin имеет следующие характеристики:
- Числа Мерсенна исключаются из-за их чрезвычайно больших размеров.[2]
- Результатом работы сети является создание цепочек псевдопростых чисел.[2]
- Сложность нахождения цепочек простых чисел растет экспоненциально с ростом с увеличением длины этой цепочки.[2]
- Проверка правильности цепочки псевдопростых чисел может быть легко проведена на всех узлах сети (для проверки простоты используется тест Ферма с a=2).[2]
- Три типа цепочек простых чисел принимаются в качестве подтверждения работы:[2]

1. Последовательности Куннингама первого рода.
2. Последовательности Куннингама второго рода.
3. Двойные цепочки простых чисел-близнецов.

- Хеш от цепочки блоков умножается на произвольное натуральное число и является первым числом в цепочке простых чисел.

## Программы для майнинга
Для майнинга Primecoin используются следующие программы:
- Оригинальный клиент Primecoin-Qt
- Amaz Primelauncher 0.2
- jhPrimeminer 7.1
- Primecoin High Performance 11 (модифицированная версия оригинального клиента)

## Обменники
Primecoin может быть куплен или продан на нескольких обменниках криптовалют
- Crypto-Trade
- mcxNow
- Vircurex
- Bter Архивная копия от 11 июня 2016 на Wayback Machine
- Coins-e
- Coinex
- Cryptsy